# Plan B (film 2001)
Plan B – amerykańsko-duńska komedia kryminalna z 2001 roku.

## Obsada
- Frank Pellegrino - Frank Varecchio
- Paul Sorvino - Joe Maloni
- Anthony DeSando - Mario
- Diane Keaton - Fran Varecchio
- Nick Sandow - Tommy
- Glenn Cruz - John Anderson
- Raymond Franza - Lester
- Louis Vanaria - Hal
- Bruno Iannone - Sammy
- Maury Chaykin - Donald Rossi
- Bob Balaban - James Foster
- John Ventimiglia - Raymond Pelagi